# 백희영
백희영( 1950년 ~ )은 대한민국의 식품영양학자로 여성가족부의 장관을 지냈다. 현 한국여성과학기술단체총연합회 젠더혁신연구센터장이다.

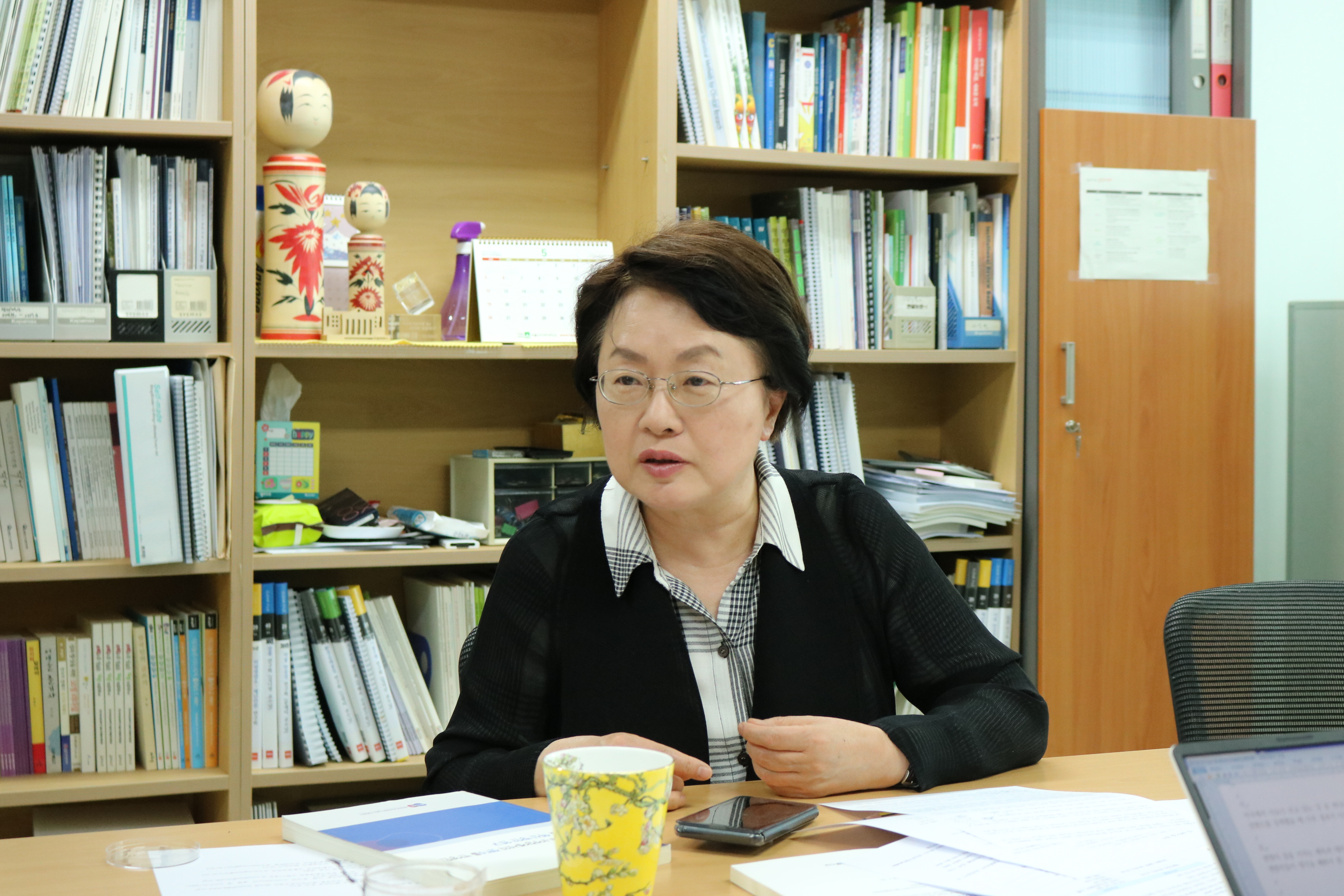
[한겨레] 2019. 6. 18. 과학기술의 젠더혁신, 멋진 일이 이뤄졌고 과거로 되돌아갈 수 없다

## 학력
1974 美 미시시피여자대학교 식품영양학(Foods and Nutrition) 학사 학위를, 1978년 美 버클리대학 대학원 식품과학(Nutritional Science) 석사 학위를, 1981년 美 하버드대학교 보건대학원 영양학(Nutrition) 박사 학위를 취득했다.

## 경력
- 2025년 5월~2025년 6월: 제21대 대통령 선거 국민의힘 김문수 대통령 후보 여성본부 상임고문
- 2016 ~ 현재 한국여성과학기술단체총연합회 젠더혁신연구센터장
- 1992 ~ 현재 서울대학교 식품영양학과 교수, 명예교수
- 2014 ~ 2015 한국여성과학기술단체총연합회 회장
- 2009 ~ 2011 대한민국 여성가족부 장관
- 2005 ~ 2009 세계영양학회 이사
- 2005 ~ 2005 한국영양학회 회장
- 2004 ~ 2007 한국학술단체총연합회 감사
- 2002 ~ 2003 대한가정학회 회장
- 1999 ~ 2000 美 샌디에고 주립대 겸임교수
- 1990 ~ 1991 베를린 자유대 사회의학연구소 방문교수
- 1984 ~ 1992 숙명여자대학교 교수